# Acacia aneura
Acacia aneura är en ärtväxtart som beskrevs av George Bentham. Acacia aneura ingår i släktet akacior, och familjen ärtväxter. IUCN kategoriserar arten globalt som livskraftig.

## Underarter
Arten delas in i följande underarter:
- A. a. aneura
- A. a. argentea
- A. a. conifera
- A. a. fuliginea
- A. a. intermedia
- A. a. macrocarpa
- A. a. major
- A. a. microcarpa
- A. a. pilbarana
- A. a. tenuis

## Bildgalleri

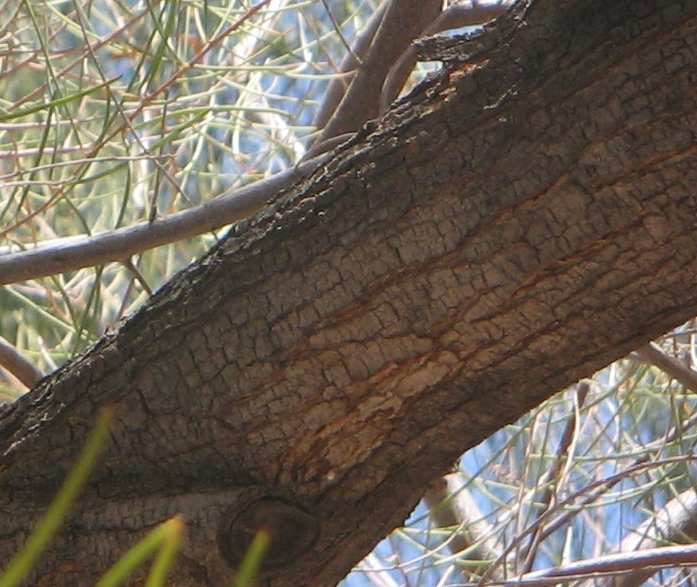
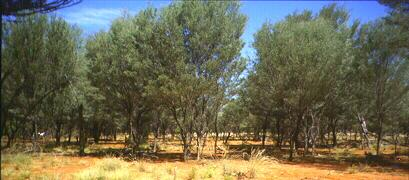
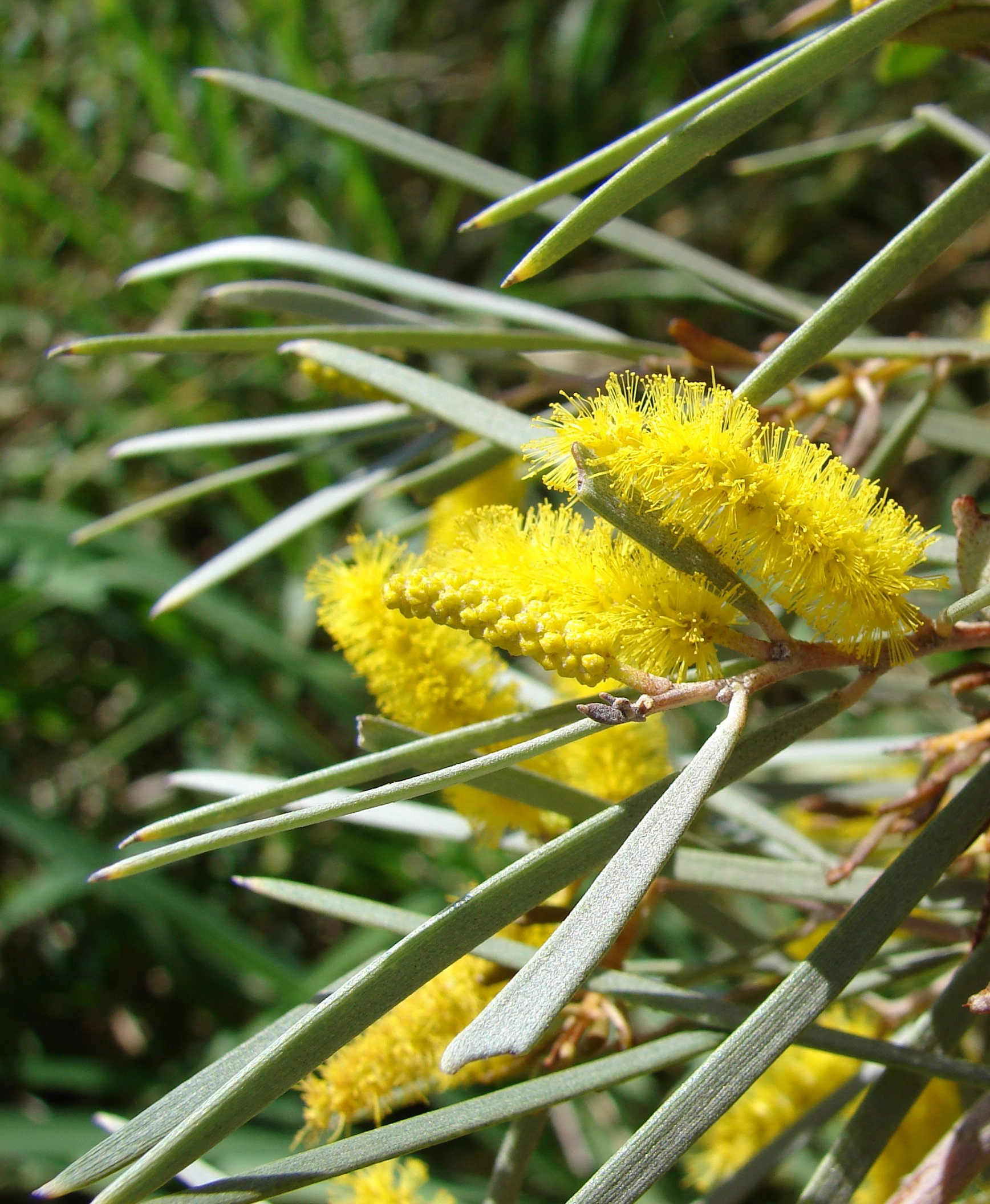
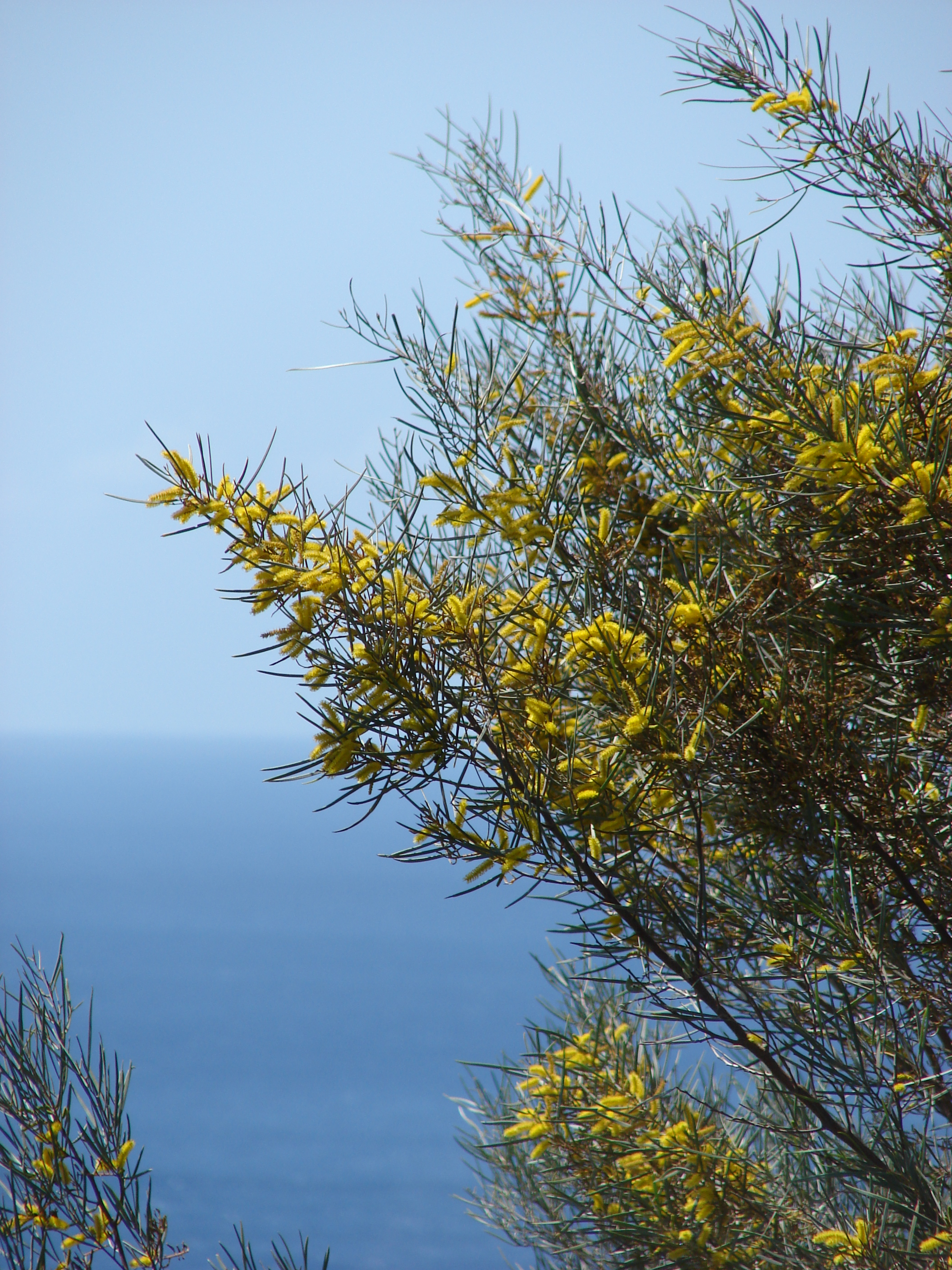
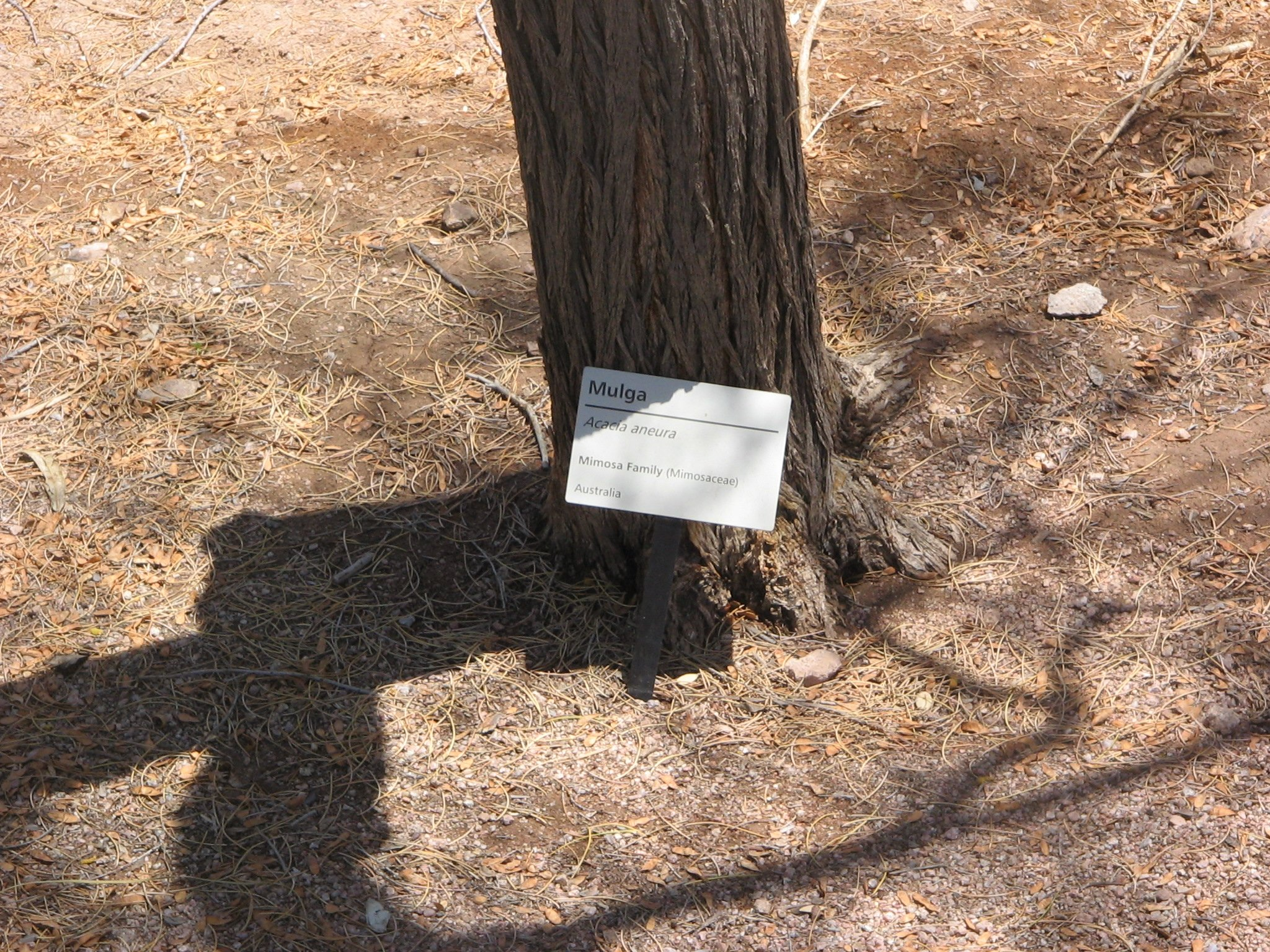